# 生田村 (神奈川県)
生田村（いくたむら）は、1889年（明治22年）4月1日から1938年（昭和13年）10月1日まで存在した神奈川県橘樹郡の村。

## 概要
神奈川県橘樹郡北部の村。西部は現在の神奈川県川崎市多摩区南部、麻生区東部にあたる。

## 地理
- 川：五反田川

## 歴史

### 村名の由来
旧村名より。1875年に成立した生田村は上菅生村の「生」、五段田村の「田」を合わせて命名された。

### 沿革
- 戦国時代 - 金程村の地名が見られる。
- 江戸時代 - 以下の5村が成立。
  - 上菅生村（旗本本多氏・斎藤氏・市川氏の3給→幕府領）
  - 五段田村[注 1]（旗本本多氏・市岡氏の相給→幕府領） - 元は上菅生村の内。元禄3年（1690年）の伊奈忠順による検地の際に別の村とされる[3][2]。
  - 金程村（旗本椿井氏知行）
  - 高石村（旗本加賀美氏知行）
  - 細山村（旗本椿井氏知行）
- 1868年（明治元年）
  - 旧暦6月17日 - 神奈川府の管轄となる。
  - 旧暦9月21日 - 神奈川府が神奈川県に改称。
- 1874年（明治7年） - 大区小区制の施行により、上菅生村、五段田村、高石村、細山村、金程村が第5大区第7小区になる。
- 1875年（明治8年） - 上菅生村、五段田村が合併して（旧）生田村が成立。
- 1889年（明治22年）4月1日 - 町村制の施行により、（旧）生田村、金程村、高石村、細山村が合併して生田村が成立。
- 1938年（昭和13年）10月1日 - 川崎市に編入。同日生田村廃止。
- 1972年（昭和47年）4月1日 - 川崎市が政令指定都市に指定され、旧村域が多摩区になる。
- 1982年（昭和57年）7月1日 - 川崎市多摩区から麻生区を分区。金程、高石、細山の全域と、生田の一部（分区と同時に東百合丘を起立）が麻生区となる。

## 交通

### 鉄道路線
- 小田原急行鉄道（現小田急電鉄）
  - 小田原線：東生田駅（現生田駅） - 西生田駅（現読売ランド前駅）

百合ヶ丘駅は、当時は未開業。

### 道路
- 津久井道

## 現在の町名
川崎市多摩区
- 旧生田村（一部）：生田、東生田、西生田、南生田、三田、東三田、栗谷、枡形、長沢

川崎市麻生区
- 旧生田村（一部）：東百合丘（一部）
- 旧金程村：金程
- 旧高石村：高石、百合丘、東百合丘（一部）
- 旧細山村：細山、多摩美、千代ケ丘、向原